# Cmentarz wojenny pod Włocławkiem
Cmentarz wojenny pod Włocławkiem – cmentarz z okresu I wojny światowej, położony w gminie Lubanie, przy jednym z zakrętów drogi wojewódzkiej nr 252, prowadzącej z Inowrocławia do Włocławka, tuż przy granicy administracyjnej z Włocławkiem.

## Tło historyczne
W dniach od 11 do 13 listopada 1914 roku miała miejsce Bitwa pod Włocławkiem pomiędzy wojskami Cesarstwa Niemieckiego a armią Imperium Rosyjskiego. Skutkiem bitwy było ostateczne wyparcie z miasta Rosjan, rozpoczynające okres 4-letniej niemieckiej okupacji miasta. Bitwa była częścią Operacji Łódzkiej.
Poległych w bitwie chowano w kilku cmentarzach, m.in. na terenie niemieckiej kwatery na cmentarzu komunalnym, czego pozostałością jest istniejące do dziś Mauzoleum Żołnierzy Niemieckich; na cmentarzu na Dziadowie i innych, nieoznaczonych miejscach.
Cmentarz przy drodze prowadzącej z Włocławka do Inowrocławia powstał już 19 listopada, w sześć dni po zakończeniu bitwy.

## Lokalizacja i charakterystyka
Cmentarz położony jest w gminie Lubanie, przy drodze wojewódzkiej nr 252, we Włocławku nazywającej się ulicą Inowrocławską, tuż pod granicą administracyjną miasta Włocławka. Zlokalizowany jest przy samej jezdni, stąd jest widoczny z drogi. Cmentarz leży na niedużym wzniesieniu, dlatego prowadzą do niego schody. Niegdyś prowadziły one do bramy, po której zostały dziś dwa grube filary. Cmentarz jest otoczony przez filary, które są pozostałością istniejącego niegdyś ogrodzenia.
Od drugiej strony cmentarz stoi nieopodal wąwozu, będącego pozostałością po wąskotorowej linii kolejowej, łączącej niegdyś podwłocławską stację przeładunkową z pobliskimi folwarkami i małymi miejscowościami.
Poległych pochowano w sześciu dużych, zbiorowych grobach, rozłożonych po trzy po dwóch stronach krótkiej ścieżki. Ofiary obu stron były chowane razem, bez podziału na narodowości i armię w których służyli. Wpisywało się to w żywą ówcześnie tradycję, motywowaną przekonaniem, że śmierć łączy poległych wszystkich stron. Mogiły są oznaczone przez niski podest oraz krzyże usypane z kamieni polnych.
U szczytu cmentarza stoi kamienny obelisk, na którym można odczytać datę: 19 Nov 1914 (19 listopada 1914 roku). Pod obeliskiem składane są znicze i kwiaty.

## Galeria

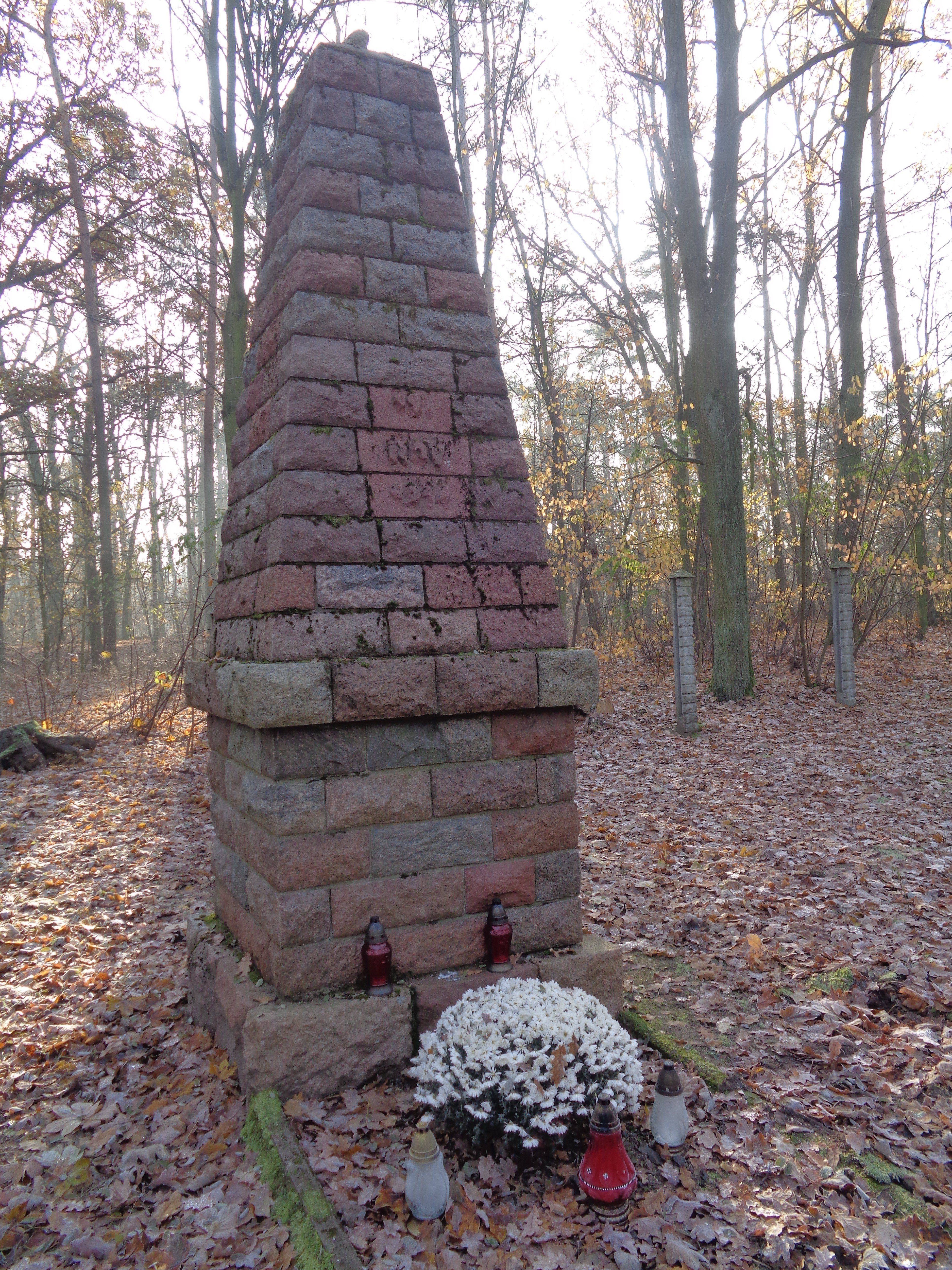
Obelisk stojący u szczytu cmentarza
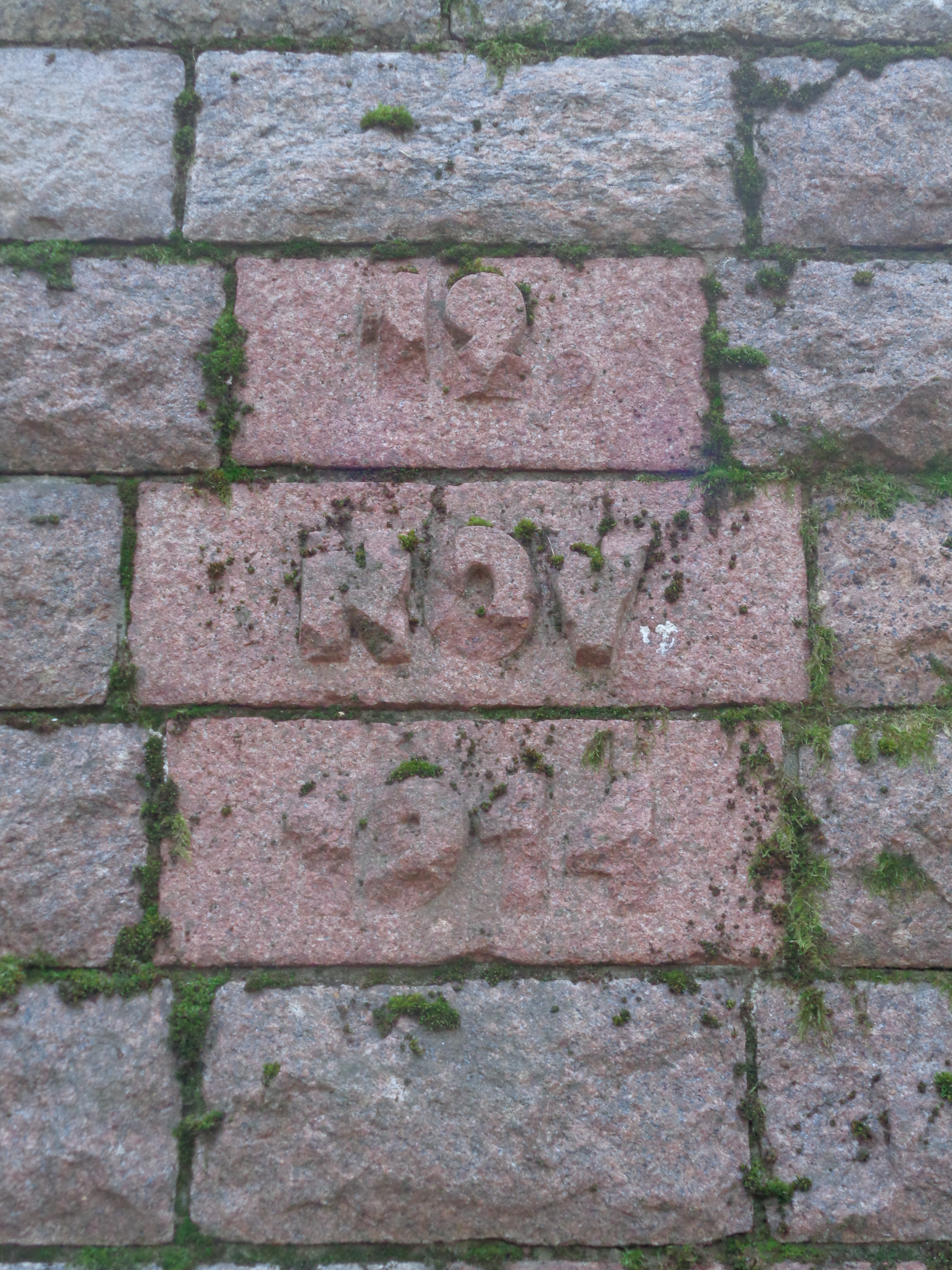
Data powstania cmentarza na obelisku
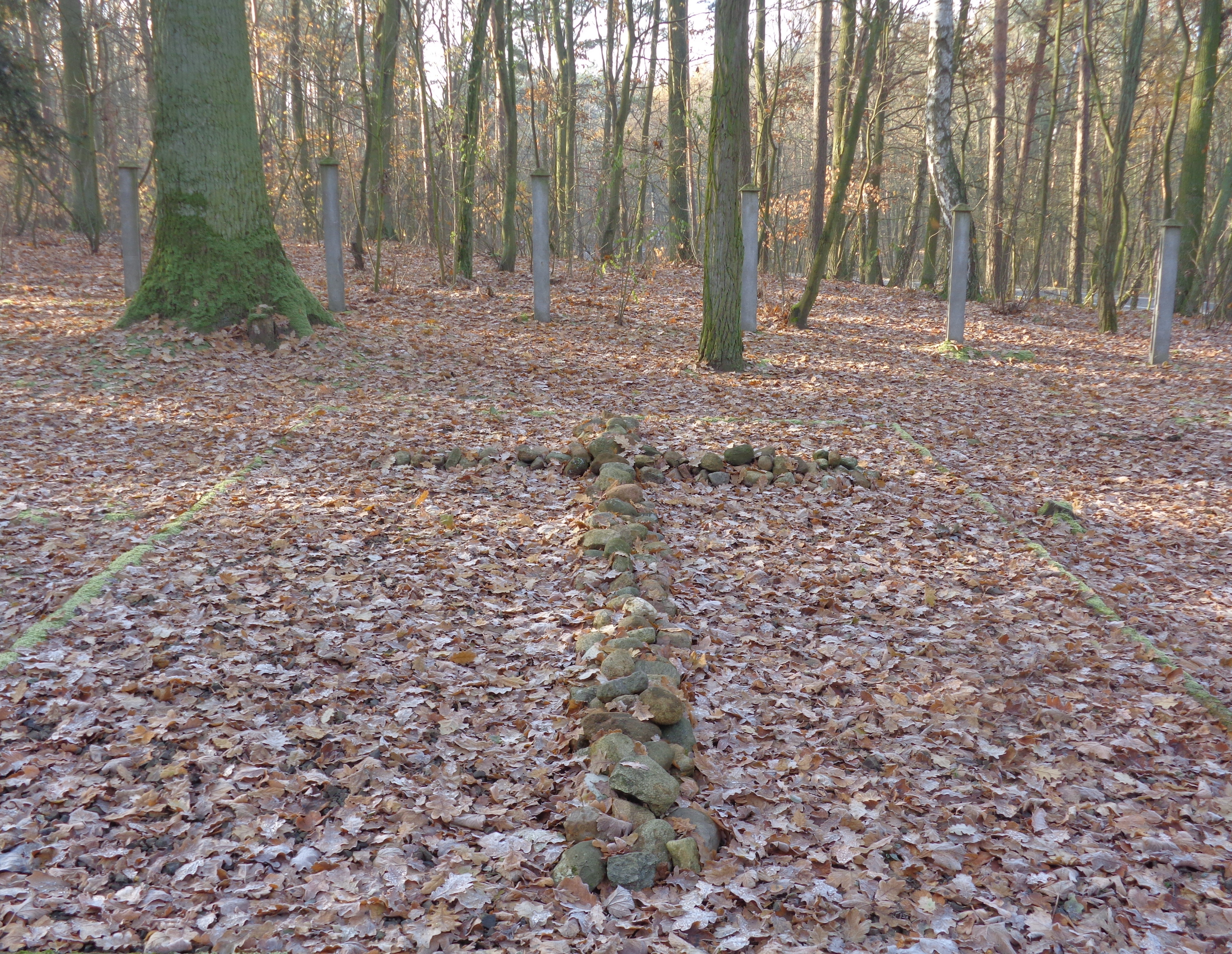
Krzyż z kamieni polnych na jednej z mogił
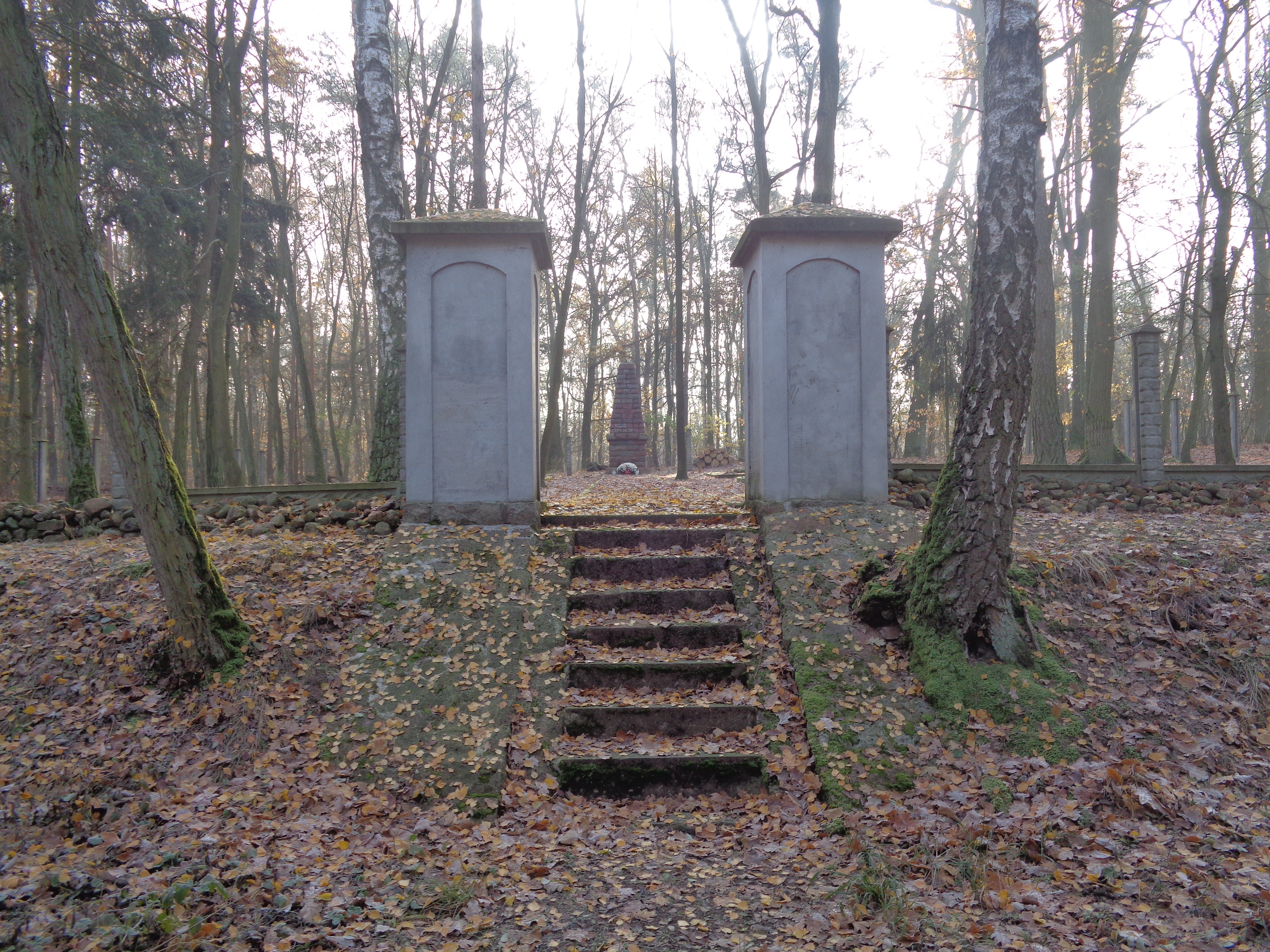
Pozostałości bramy
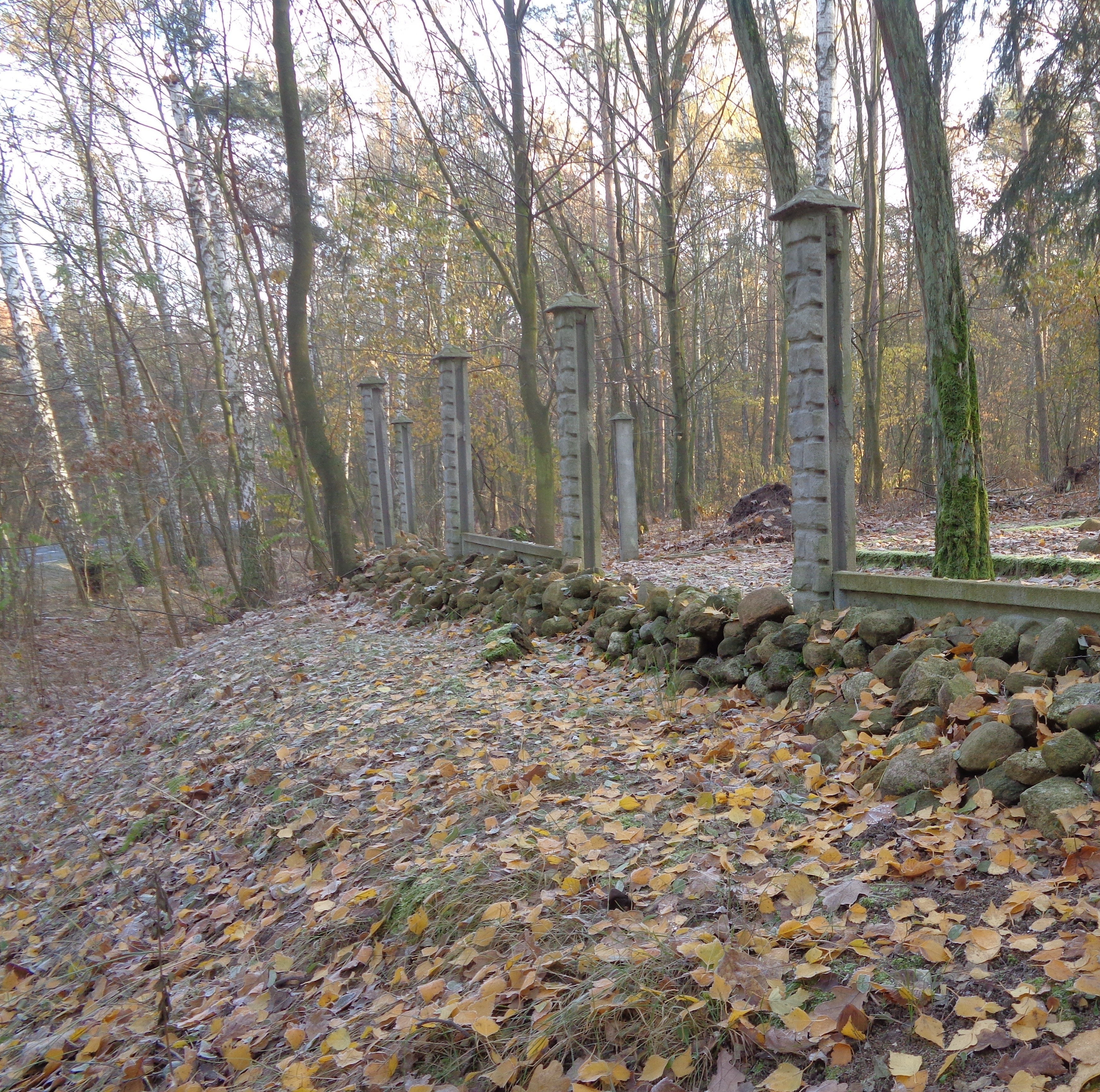
Pozostałości ogrodzenia
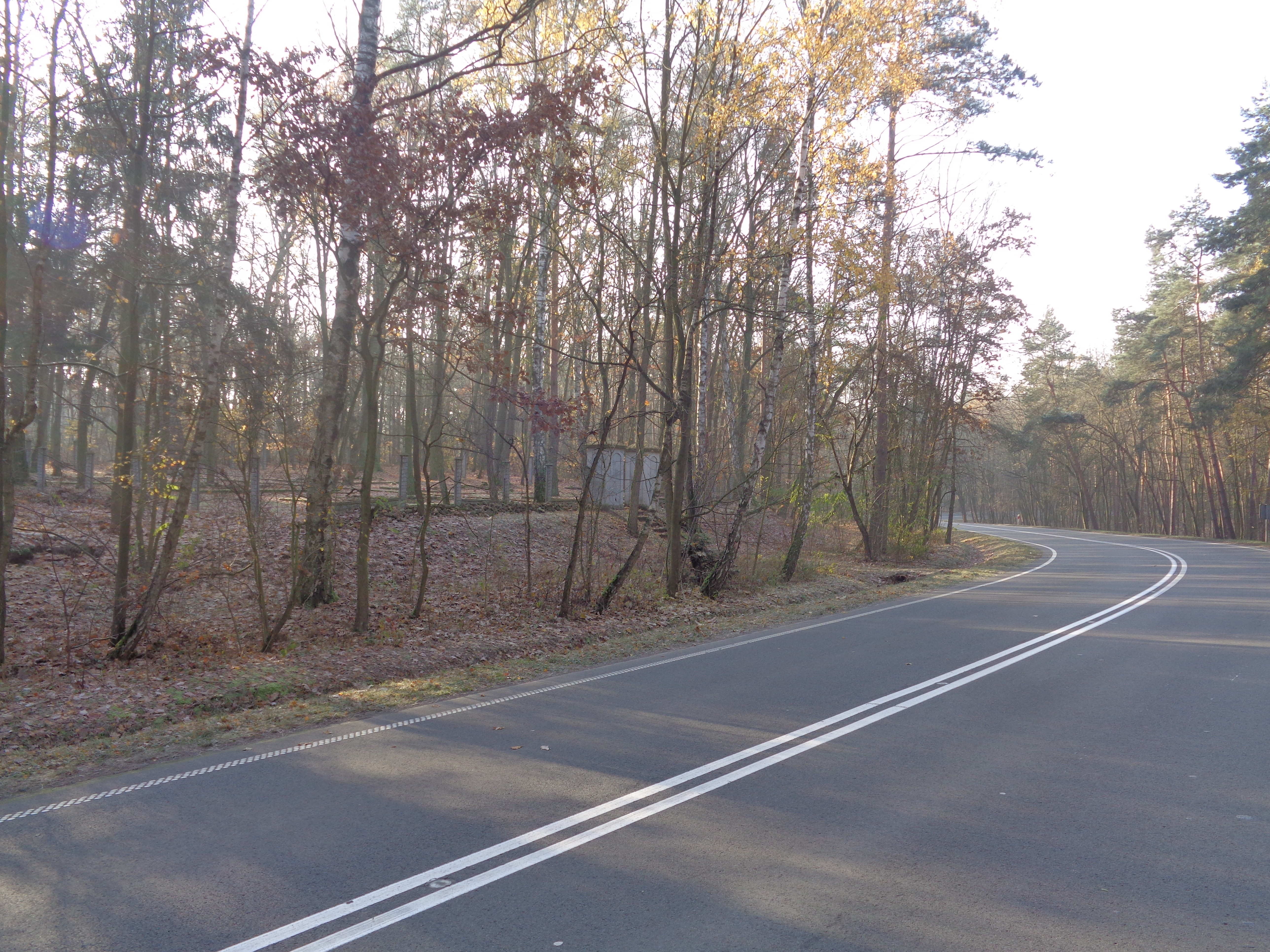
Cmentarz widoczny z drogi wojewódzkiej nr 252